# 韓國未來聯合
韓國未来聯合（韓語：한국미래연합）是一个成立于2002年5月17日的政党。该政党是由时任国会议员、退出大国家党的朴槿惠创立的政党。简称为未来聯合。在第三次韩国地方选举中，韓國未來聯合成功在地方议会选举贏得席次。韓國未来聯合在韓國国会中占有一席議員：朴槿惠。 2002年11月19日，在第16届总统选举之前，它再次与大国家党合并。